# 엠파이어 스테이트 (영화)
《엠파이어 스테이트》(영어: Empire State)는 2013년 개봉한 미국의 범죄 드라마 영화이다.

## 출연진
- 리엄 헴즈워스
- 에마 로버츠
- 드웨인 존슨
- 마이클 앵거라노
- 니키 리드
- 폴 벤빅터
- 제리 퍼라라
- 그레그 브로초스
- 마이클 리스폴리
- 웨인 퍼레이
- 크레이그 라이데커
- 셔네이 그라임스
- 샤론 앤절라
- 크리스 디어먼토펄러스
- 러키 존슨
- 제임스 랜슨
- 지아 만테이니아
- 로저 갠베어 스미스

## 기타 제작진
- 공동 제작: 마이클 P. 플래니건, 브랜던 그라임스
- 라인 제작: 윌리엄 B. 스테이클리
- 협력 제작: 라이언 S. 블랙
- 배역: 폴 슈네이, 앨리슨 에스트린
- 미술: 이선 토브먼
- 세트: 설리나 밴던브링크
- 의상: 애비 오설리번
- 분장: 코트니 레더, 레미 사바
- 헤어: 데이나 데이글, 욜랜다 머카델
- 특수 분장: 엘비스 존스
- 음향 감독: 데이비드 키친스
- 제작 관리: 보 J. 기놋
- 조감독: 우어스 허슈비걸